# Elecciones al Parlamento de las Islas Baleares de 1987
Las elecciones al Parlamento de las Islas Baleares tuvieron lugar el 10 de junio de 1987, junto con las elecciones municipales y al Parlamento europeas. Fueron las segundas elecciones autonómicas baleares desde la aprobación del estatuto de autonomía en 1983, y sirvieron para renovar los escaños del Parlamento, cuyo número pasaba de 54 a 59, así como la composición de los consejos insulares. El cambio se debe a que en 1986 fue aprobada la ley electoral de las Islas Baleares que otorgaba tres escaños más a Mallorca, un escaño más a Menorca y un escaño más para Ibiza. Estos comicios dieron paso a la II Legislatura del período autonómico. 
Las elecciones dieron como resultado una nueva victoria de Alianza Popular, que en esta ocasión se presentaba en coalición en todas las comunidades con el Partido Liberal. Los conservadores obtuvieron 25 escaños —cuatro más que en 1983— y aumentaron su ventaja sobre el PSOE respecto a los anteriores comicios, que conservó los 21 escaños de la I Legislatura. No obstante, el partido de Gabriel Cañellas se quedó a cinco escaños de la mayoría absoluta, así que fue necesario renovar el pacto con Unió Mallorquina de la anterior legislatura. En este sentido cabe destacar la entrada en el Parlamento del Centro Democrático y Social con 5 escaños, de la que UM fue la más perjudicada al pasar de 6 a 4 diputados. Esta situación motivó que aun sumando los escaños de los populares y de los regionalistas no alcanzasen la mayoría absoluta, pero el paso de un diputado del CDS al grupo mixto permitió a Cañellas gobernar nuevamente.

## Resultados
| ← Elecciones al Parlamento de las Islas Baleares de 1987 → | |                                |         |       |         |     |
| Presidente y gobierno | Partido / Coalición                                                                                 | Candidato                      | Votos   | %     | Escaños | +/- |
| - Presidente: Gabriel Cañellas - Gobierno: AP-PL-UM - Censo: 507.258 - Votantes: 338.149 (66,7%) - Abstención: 169.109 (33,3%) - Válidos: 333.751 - A candidatura: 330.600 (99,1%) | Federación de Partidos de Alianza Popular-Partido Liberal (AP-PL)                                   | Gabriel Cañellas               | 123.044 | 37,22 | 25      | +4  |
| - Presidente: Gabriel Cañellas - Gobierno: AP-PL-UM - Censo: 507.258 - Votantes: 338.149 (66,7%) - Abstención: 169.109 (33,3%) - Válidos: 333.751 - A candidatura: 330.600 (99,1%) | Federación Socialista Balear-PSOE (FSB-PSOE)                                                        | Francesc Triay                 | 107.762 | 32,60 | 21      | =   |
| - Presidente: Gabriel Cañellas - Gobierno: AP-PL-UM - Censo: 507.258 - Votantes: 338.149 (66,7%) - Abstención: 169.109 (33,3%) - Válidos: 333.751 - A candidatura: 330.600 (99,1%) | Centro Democrático y Social (CDS)                                                                   | Francesc Quetglas Rosanes      | 34.046  | 10,30 | 5       | +5  |
| - Presidente: Gabriel Cañellas - Gobierno: AP-PL-UM - Censo: 507.258 - Votantes: 338.149 (66,7%) - Abstención: 169.109 (33,3%) - Válidos: 333.751 - A candidatura: 330.600 (99,1%) | Unió Mallorquina (UM)                                                                               | Jeroni Albertí                 | 30.186  | 9,13  | 4       | -2  |
| - Presidente: Gabriel Cañellas - Gobierno: AP-PL-UM - Censo: 507.258 - Votantes: 338.149 (66,7%) - Abstención: 169.109 (33,3%) - Válidos: 333.751 - A candidatura: 330.600 (99,1%) | Partit Socialista de Mallorca-Esquerra Nacionalista (PSM-EN)                                        | Sebastià Serra                 | 16.413  | 4,96  | 2       | =   |
| - Presidente: Gabriel Cañellas - Gobierno: AP-PL-UM - Censo: 507.258 - Votantes: 338.149 (66,7%) - Abstención: 169.109 (33,3%) - Válidos: 333.751 - A candidatura: 330.600 (99,1%) | Entesa de l'Esquerra de Menorca (PSM-EU) - Partit Socialista de Menorca - Esquerra Unida de Menorca | Joan Francesc López Casasnovas | 4.357   | 1,32  | 2       | =   |
| - Presidente: Gabriel Cañellas - Gobierno: AP-PL-UM - Censo: 507.258 - Votantes: 338.149 (66,7%) - Abstención: 169.109 (33,3%) - Válidos: 333.751 - A candidatura: 330.600 (99,1%) | Esquerra Unida-Izquierda Unida (EU-IU)                                                              |                                | 7.403   | 2,24  | 0       |     |
| - Presidente: Gabriel Cañellas - Gobierno: AP-PL-UM - Censo: 507.258 - Votantes: 338.149 (66,7%) - Abstención: 169.109 (33,3%) - Válidos: 333.751 - A candidatura: 330.600 (99,1%) | Partido Demócrata Popular (PDP)                                                                     |                                | 5.292   | 1,6   | 0       |     |
| - Presidente: Gabriel Cañellas - Gobierno: AP-PL-UM - Censo: 507.258 - Votantes: 338.149 (66,7%) - Abstención: 169.109 (33,3%) - Válidos: 333.751 - A candidatura: 330.600 (99,1%) | Partido de los Trabajadores de España - Unidad Comunista (PTE-UC)                                   |                                | 1.145   | 0,35  | 0       |     |
| - Presidente: Gabriel Cañellas - Gobierno: AP-PL-UM - Censo: 507.258 - Votantes: 338.149 (66,7%) - Abstención: 169.109 (33,3%) - Válidos: 333.751 - A candidatura: 330.600 (99,1%) | Vida i Autonomía (VÍA)                                                                              |                                | 952     | 0,29  | 0       |     |
| - Presidente: Gabriel Cañellas - Gobierno: AP-PL-UM - Censo: 507.258 - Votantes: 338.149 (66,7%) - Abstención: 169.109 (33,3%) - Válidos: 333.751 - A candidatura: 330.600 (99,1%) | Partido Demócrata Liberal (PDL)                                                                     |                                | N/A     | N/A   | 0       | -1  |
| - Presidente: Gabriel Cañellas - Gobierno: AP-PL-UM - Censo: 507.258 - Votantes: 338.149 (66,7%) - Abstención: 169.109 (33,3%) - Válidos: 333.751 - A candidatura: 330.600 (99,1%) | En blanco                                                                                           | N/A                            | 3.151   | 0,9   | N/A     | N/A |
| - Presidente: Gabriel Cañellas - Gobierno: AP-PL-UM - Censo: 507.258 - Votantes: 338.149 (66,7%) - Abstención: 169.109 (33,3%) - Válidos: 333.751 - A candidatura: 330.600 (99,1%) | Nulos                                                                                               | N/A                            |         |       | N/A     | N/A |

## Resultados por circunscripciones

### Mallorca
| ← Elecciones al Parlamento de las Islas Baleares, Mallorca →      |        |       |         |      |
| Circunscripción de Mallorca (33 escaños)                          |        |       |         |      |
| Partido                                                           | Votos  | %     | Escaños | Dif. |
| Alianza Popular-Partido Liberal (AP-PL)                           | 96.637 | 35,02 | 13      | +2   |
| Federación Socialista Balear-PSOE (FSB-PSOE)                      | 87.175 | 31,59 | 11      | =    |
| Unió Mallorquina (UM)                                             | 30.186 | 10,94 | 4       | -2   |
| Centro Democrático y Social (CDS)                                 | 28.957 | 10,49 | 3       | +3   |
| Partit Socialista de Mallorca - Entesa Nacionalista (PSM-EN)      | 16.413 | 5,95  | 2       | =    |
| Esquerra Unida (EU-IU)                                            | 6.527  | 2,37  |         |      |
| Partido Demócrata Popular (PDP)                                   | 5.292  | 1,92  |         |      |
| Partido de los Trabajadores de España - Unidad Comunista (PTE-UC) | 1.145  | 0,41  |         |      |
| Vida y Autonomía (VÍA)                                            | 952    | 0,35  |         |      |
| Votos en blanco                                                   | 3.151  | 0,94  |         |      |

### Menorca
| ← Elecciones al Parlamento de les Illes Balears, Menorca → |        |       |         |      |
| Circunscripción de Menorca (12 escaños)                    |        |       |         |      |
| Partido                                                    | Votos  | %     | Escaños | Dif. |
| Alianza Popular-Partido Liberal (AP-PL)                    | 11.288 | 39,03 | 5       | +1   |
| Federación Socialista Balear-PSOE (FSB-PSOE)               | 10.295 | 35,60 | 5       | =    |
| Entesa de l'Esquerra de Menorca (EEM)                      | 4.357  | 15,07 | 2       | = a  |
| Centro Democrático y Social (CDS)                          | 2.698  | 9,33  | 1       | +1   |
| Candidatura Independent de Menorca (CIM)                   | N/A    | N/A   | 0       | -1   |
| Votos en blanco                                            | 281    | 0,97  |         |      |

a En 1983 el Partit Socialista de Menorca obtuvo 2 diputados.

### Ibiza
| ← Elecciones al Parlamento de las Islas Baleares, Ibiza → |        |       |         |      |
| Circunscripción de Ibiza (12 escaños)                     |        |       |         |      |
| Partido                                                   | Votos  | %     | Escaños | Dif. |
| Alianza Popular-Partido Liberal (AP-PL)                   | 14.160 | 53,42 | 7       | +1   |
| Federación Socialista Balear-PSOE (FSB-PSOE)              | 9.196  | 34,69 | 4       | -1   |
| Centro Democrático y Social (CDS)                         | 2.054  | 7,75  | 1       | +1   |
| Esquerra Unida-Izquierda Unida (EU-IU)                    | 876    | 3,30  |         |      |
| Partido Demócrata Liberal (PDL)                           | N/A    | N/A   |         | -1   |
| Votos en blanco                                           | 220    | 0,83  |         |      |

### Formentera
| ← Elecciones al Parlamento de las Islas Baleares, Formentera → |       |       |         |      |
| Circunscripción de Formentera (1 escaño)                       |       |       |         |      |
| Partido                                                        | Votos | %     | Escaños | Dif. |
| Federación Socialista Balear-PSOE (FSB-PSOE)                   | 1.096 | 45,46 | 1       | +1   |
| Alianza Popular-Partido Liberal (AP-PL)                        | 959   | 39,78 |         |      |
| Centro Democrático y Social (CDS)                              | 337   | 13,98 |         |      |
| Votos en blanco                                                | 19    | 0,79  |         |      |

## Investidura del Presidente de las Islas Baleares
| Candidato             | Fecha                                                   | Voto       |    |    |   |   | PSM-EN | PSM-EU | Total |
| --------------------- | ------------------------------------------------------- | ---------- | -- | -- | - | - | ------ | ------ | ----- |
| Gabriel Cañellas (AP) | 15 de julio de 1987 Mayoría requerida: Absoluta (30/59) | Sí         | 25 |    |   | 4 |        |        | 29/59 |
| Gabriel Cañellas (AP) | 15 de julio de 1987 Mayoría requerida: Absoluta (30/59) | No         |    | 21 |   |   | 2      | 2      | 25/59 |
| Gabriel Cañellas (AP) | 15 de julio de 1987 Mayoría requerida: Absoluta (30/59) | Abstención |    |    | 5 |   |        |        | 5/59  |
| Gabriel Cañellas (AP) | 17 de julio de 1987 Mayoría requerida: Simple           | Sí         | 25 |    |   | 4 |        |        | 29/59 |
| Gabriel Cañellas (AP) | 17 de julio de 1987 Mayoría requerida: Simple           | No         |    | 21 |   |   | 2      | 2      | 25/59 |
| Gabriel Cañellas (AP) | 17 de julio de 1987 Mayoría requerida: Simple           | Abstención |    |    | 5 |   |        |        | 5/59  |